# Murray Island Airport
Murray Island Airport (IATA-kod: MYI, ICAO-kod: YMAE) är en flygplats i Australien. Den ligger i kommunen Torres Strait Island och delstaten Queensland, omkring 2 200 kilometer nordväst om delstatshuvudstaden Brisbane. Den ligger på ön Murray Island.
Trakten är glest befolkad.
Savannklimat råder i trakten. Genomsnittlig årsnederbörd är 1 543 millimeter. Den regnigaste månaden är januari, med i genomsnitt 308 mm nederbörd, och den torraste är september, med 11 mm nederbörd.